# Louis Claude de Saulces de Freycinet
Louis Claude de Saulces de Freycinet, född den 7 augusti 1779 i Montélimar, död den 18 augusti 1842 i Loriol-sur-Drôme, var en fransk världsomseglare.
de Freycinet följde 1800 kapten Baudin på dennes expedition till sydkusten av Australien och Tasmanien. Han ombesörjde redigeringen och utgivningen av den avlidne Baudins hydrografiska arbeten 1805–1815, blev 1811 fregattkapten och företog 1817–1820 på regeringens uppdrag en upptäcktsresa till Söderhavet. Resultaten av denna resa nedlade han med biträde av flera vetenskapsmän i praktverket Voyage autour du monde pendant les années 1817–1820 (1824–1844). Han var ledamot av Académie des sciences och en av stiftarna av Geografiska sällskapet i Paris.